# Noi innamorati... d'improvviso
Noi innamorati... d'improvviso è il 13° album in studio di Fred Bongusto, pubblicato nel 1975. Nel 1976 è uscito anche per il mercato brasiliano.
Gli arrangiamenti sono curati da Enrico Intra e José Mascolo.
Dal disco vengono tratti i singoli Io non ci provo gusto/Rosa, Che bella idea/Michela e Noi innamorati... d'improvviso/L'amore ha detto addio.

## Tracce

### Lato A
1. Noi innamorati... d'improvviso (Piero Piccioni)
2. Michela (Cavalieri-Bongusto)
3. I giorni di Lugano (Calabrese-Ferrio)
4. Io non ci provo gusto (Buie Cobb Lee-C.Malgioglio)
5. Rosa (F. Califano- F. Bongusto)

### Lato B
1. Che bella idea (A. Testa-W. Malgoni)
2. Il campo delle fragole (G. Bigazzi-Savio)
3. L'amore ha detto addio (Love Said Goodbye) (Paolini-Silvestri-L. Kusik-Nino Rota)
4. Piccola compagna dell'estate (Mogol-Donida)
5. Amare e poi scordare (Minellono-Memo Remigi)